# كين هيكس
كين هيكس هو لاعب هوكي الجليد كندي، ولد في 18 يوليو 1946 في Crystal City, Manitoba ‏ في كندا.

## وصلات خارجية
- كين هيكس على موقع EliteProspects.com (الإنجليزية)
- كين هيكس على موقع HockeyDB.com (الإنجليزية)